# 天野喜四郎
天野 喜四郎（あまの きしろう、元禄3年（1690年） - 宝暦6年12月29日（1757年2月17日））は、江戸時代中期の塩田開拓者。名は元明。

## 経歴・人物
備後御調郡吉和村（現：広島県尾道市吉和町）に生まれる。生家は吉和浜で塩田経営に従事し、米屋を称した。
享保5年（1720年）信濃国の深尾権太夫による干拓失敗のあと、享保8年（1723年）喜四郎は西条藩の意を受けた伊予黒島村（現：愛媛県新居浜市黒島）の年寄らに招かれる。喜四郎は自らが元締役および塩問屋になることを条件にこれを承諾し、黒島村へ移住する。
移住した翌年の享保9年（1724年）、6人の浜師と共に工費118貫を投じ最初の塩浜（多喜浜（古浜）、約15町歩）を拓く。さらに享保の大飢饉の際には、藩に助言を行い、難民救済策を兼ねて工費275貫を投じ、2番目の塩浜（多喜浜東分、約27町歩）を拓く。
喜四郎による開発は、没後も6代にわたり受け継がれた。子の喜四郎は宝暦9年（1759年）から同地の久貢新田・郷・松神子に塩田・畑を104町歩、文化6年（1809年）には4代喜四郎が北浜新開（約40町歩）を拓き、慶応元年（1865年）には5代目・6代目の親子喜四郎が40町歩の塩田を拓いた。幕末までの200年間にわたる開発により、240町歩におよぶ大塩田地帯・多喜浜塩田が形成された。
墓所は久貢山にある。また、喜四郎が住んだ久貢屋敷には顕彰碑がある他、植樹したソテツが現存する。そのほか喜四郎の業績や塩田開発関係の資料が多喜浜公民館に展示されている。